# دامیانو توماسی
دامیانو توماسی (به ایتالیایی: Damiano Tommasi) بازیکن فوتبال و اهل ایتالیا است  او با تیم فوتبال رم ، در سال ۲۰۰۱ فاتح سری آ ایتالیا شده است. او هم‌اکنون شهردار شهر ورونا است(۲۰۲۳).

## تیم ملی
از سال ۱۹۹۶ میلادی عضو تیم ملی فوتبال ایتالیا بوده و در ۲۵ بازی ملی حضور داشته‌است. او در بازی‌های ملی‌اش ۲ گل به ثمر رساند.
دامیانو توماسی آخرین بازی ملی خود را در سال ۲۰۰۳ میلادی انجام داد.